# Рачвелишвили, Анита Гурамовна
Анита Гурамовна Рачвелишвили (груз. ანიტა რაჭველიშვილი; род. 28 июня 1984, Тбилиси, ГрССР, СССР) — грузинская оперная певица (меццо-сопрано).

## Учёба и карьера
Анита Рачвелишвили сперва училась игре на фортепиано в музыкальной школе им. Мухрана Мачавариани. Потом поступила в Тбилисскую консерваторию, где обучалась вокалу у Мананы Эгадзе. Будучи студенткой консерватории, дебютировала в Грузинском театре оперы и балета, исполнив партию Маддалены в «Риголетто». Она продолжила своё музыкальное образование в Академии Ла Скала в Милане. Там директор театра «Ла Скала» Даниэль Баренбойм пригласил её исполнить главную роль в новой постановке оперы «Кармен». Эта постановка «Кармен» 2009 года с тенором Йонасом Кауфманом в роли Дона Хосе транслировалась по телевидению во многих странах мира и принесла Аните Рачвелишвили международную известность. Критики отмечали её сильный голос и впечатляющее сценическое обаяние. Рачвелишвили исполнила партию Кармен в ведущих оперных театрах мира, таких как лондонский Королевский оперный театр, Канадская опера, Метрополитен-опера в Нью-Йорке и другие. Среди других её оперных партий Орфей («Орфей и Эвридика»), Далила («Самсон и Далила»), Дульсинея («Дон Кихот») и Кончаковна («Князь Игорь»). В 2016 году Рачвелишвили появилась в партии Амнерис в новой постановке «Аиды» в Парижской опере, за что заслужила похвалу критиков.
Летом 2019 года поддержала антиправительственные протесты в Грузии и извинилась перед гражданами Грузии за выступления в России.

## Семья
В 2016 году вышла замуж за грузинского певца и музыканта Отара Майсурадзе

## Награды
- 2017 — Bachtrack Opera Awards — лучшая певица[8]